# Pseudanthias evansi
Pseudanthias evansi är en fiskart som först beskrevs av Smith, 1954.  Pseudanthias evansi ingår i släktet Pseudanthias och familjen havsabborrfiskar. Inga underarter finns listade i Catalogue of Life.